# Морква

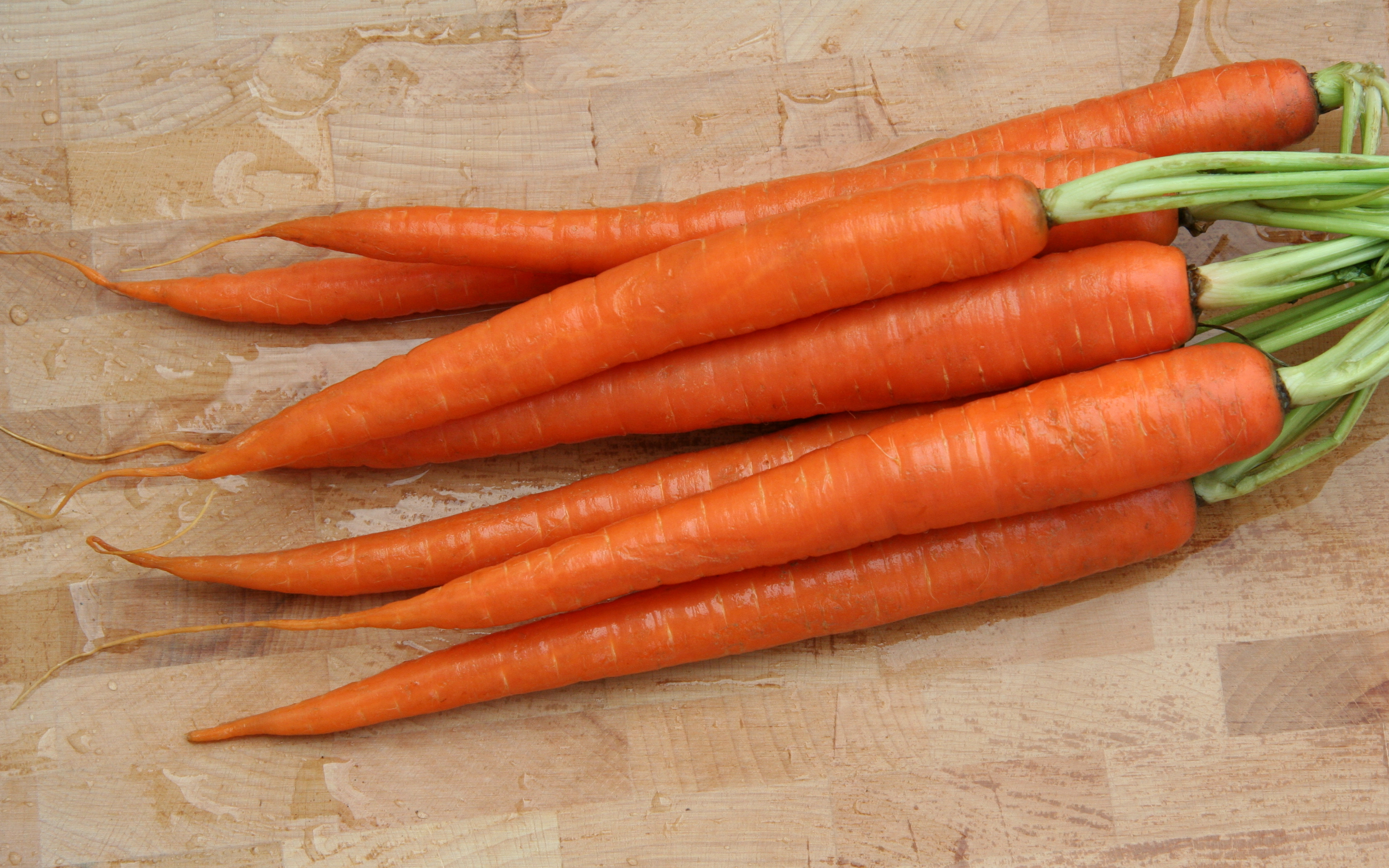
Плоди моркви посівної

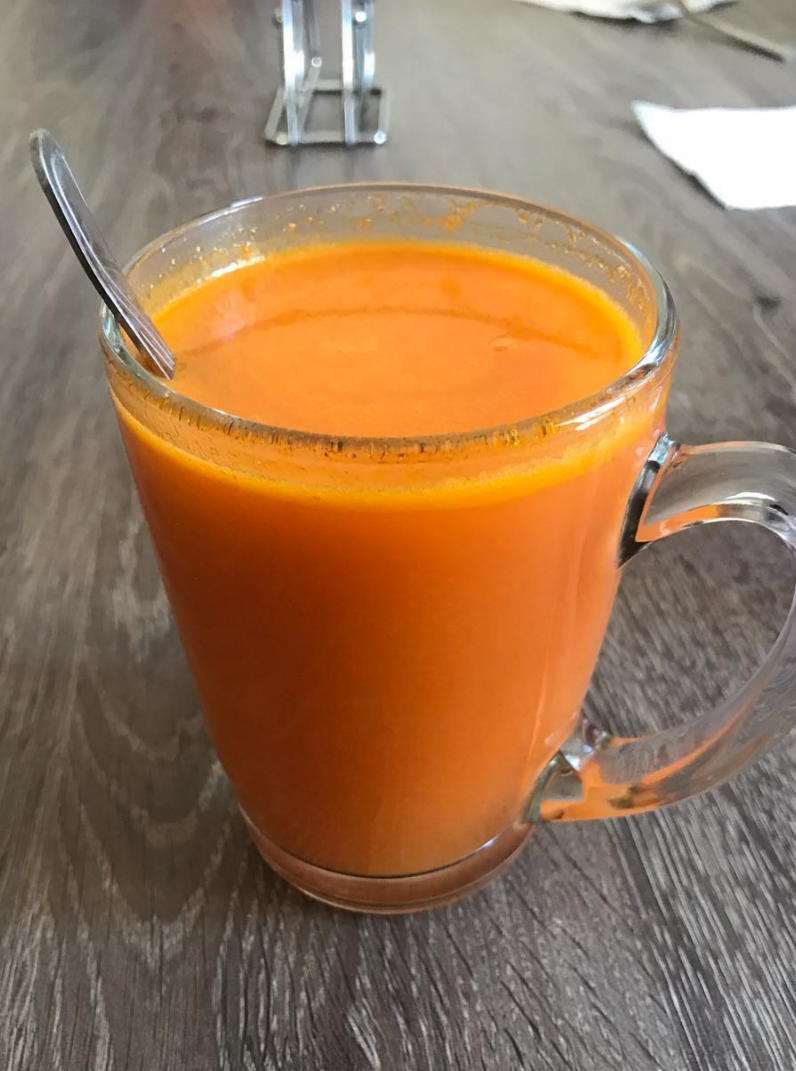
Морквяний сік

Морква — їстівний коренеплід моркви посівної, багатий на вітаміни та мікроелементи. За змістом каротину морква поступається лише солодкому перцю. Моркву і морквяний сік призначають хворим на гіпо- та авітаміноз А. Експериментально встановлено, що морква активізує внутрішньоклітинні окислювально-відновні процеси, регулює вуглеводний обмін, має антисептичну, протизапальну, знеболюючу і ранозагоювальні властивості. Лікування морквяним соком рекомендують при захворюваннях, пов'язаних з порушенням мінерального обміну (жовчнокам'яна хвороба, метаболічні поліартрити), показано вживання морквяного соку в перші дні після інфаркту міокарда, а також для вагітних жінок, матерів-годувальниць, дітей. Свіжий морквяний сік використовується також при анемії, гипоацидних гастритах. Однак свіжа морква і морквяний сік протипоказані при загостренні виразкової хвороби і ентеритах.
Морква показана при захворюваннях кон'юнктиви і рогівки ока, порушеннях мінерального обміну, поліартритах, остеохондрозі, сечокам'яної і жовчнокам'яної хвороби. Морква має м'які проносними і сечогінними властивостями, тому її вживають при захворюваннях шлунково-кишкового тракту і нирок.
З насіння моркви отримували препарат «даукарини», який був сумою флавоноїдів і мав спазмолітичну, судинорозширювальну дію на коронарні і периферичні судини, розслаблював гладку мускулатуру, надавав заспокійливу дію на центральну нервову систему. Даукарин застосовували при хронічній коронарній недостатності, що виявляється болями в області серця і за грудиною в спокої або після фізичного напруження.
У народній медицині морква дика застосовується як протиглисний і проносний засіб, а також для виведення з організму радіоактивних речовин.

## Історія
Сучасна садова морква є нащадком дикої, яка і зараз росте в горах Афганістану (стародавньої Бактрії). Коріння дикої моркви тонке, гірке, зазвичай фіолетового кольору. Тож спочатку люди вживали в їжу не коренеплоди, а соковиту зелень моркви. А згодом — і її насіння. На думку дослідників це сталося наприкінці IV тисячоліття до нашої ери.
Смак морквяної зелені бактрійцям до смаку і вони почали не лише збирати її в навколишніх горах, а й вирощувати вподобану рослину самі. «Окультурену» моркву в бактрійців запозичували й сусідні народи. І вже через кілька століть (швидкість для тієї доби надзвичайна) її вирощували не лише в Азії, а й в Європі. Насіння моркви було знайдене серед залишків неолітичних селищ швейцарських Альп і на Британських островах. Можливо, з нею були знайомі і перші індоєвропейці, адже її українська назва походить від індоєвропейського слова «морк» — ним наші далекі пращури, однак, позначали будь-яке їстівне коріння, не обов'язково моркву.
Згадок про моркву в єгипетських папірусах знайдено не було. Кілька малюнків, які віддалено її нагадують, можуть зображувати якійсь інший коренеплід. Не згадують моркву і месопотамські джерела. В переліку рослин, що росли в саду вавилонського царя Мардукаплаіддіна II, вказані 67 найменувань, але чи є серед них морква напевно не відомо.
Першим серед цивілізованих народів давнини, який точно вживав моркву, вважають давніх греків. Вони ж першими звернули увагу на її коріння, що за даними джерел мало білий колір. Смак моркви залишався гірким — тому використовували його здебільшого як замінник редьки (і то лише в разі її відсутності). Найвідоміший грецький лікар Гіппократ радив кілька разів виварювати моркву перед вживанням. При цьому греки вважали, що морква «притягує кохання», — можливо з огляду на фалічну форму її коріння. А насіння моркви використовували як ліки і як «антидот» — зокрема для протиотрути, яку пов'язували з іменем понтійського царя Мітрідата VI і яка вже в давнину отримала назву «мітрідат».
Солодка морква відома з римської доби. Найвідоміша розповідь про «солодкуватий їстівний корінь» належить Діоскориду, який жив вже за правління імператора Нерона. Римські автори — Колумелла, Апіцій, Пліній Старший — також залишили чимало повідомлень про моркву, проте вони часто називали її одним іменем з пастернаком — теж білим коренеплодом, хіба що більшим за розміром. Покласти край плутанині намагався Гален, але без великого успіху — дві рослини плутали аж до середньовіччя.
Відомо, що морквою любив ласувати імператор Тиберій, якому привозили її до Риму аж з долини Рейну. А наступник Тиберія, Калігула, якось влаштував оргію, учасників якої годували лише стравами з моркви — нібито таким чином володар вирішив перевірити, чи справді це коріння «притягує кохання». Втім, не варто вважати, що їли її лише імператори. Зображення моркви збереглися на малюнках і мозаїках в Остії, Помпеях та Фісдрусі й підтверджують, що морква була доступною для всіх верств суспільства.
З V сторіччя відома морква помаранчевого кольору — принаймні такою її зображували автори візантійських «видань» класичної праці Діоскорида. Втім, цілком можливо, що насправді йшлося про коріння жовтого кольору. Солодку моркву згадували Ісидор Севільський та Павло Егінський — поважні енциклопедисти раннього середньовіччя. За середньовіччя вона отримала поетичну назву «мережив королеви Анни». Моркву згадував і славнозвісний «Капітулярій про маєтки» Карла Великого (на відміну від римлян — недвозначно відрізняючи її від пастернаку), і англосаксонські тексти часів Альфреда Великого, нею харчувалися і вікінги.
У VIII або ж IX сторіччі в Арабському халіфаті, під владою якого опинилися величезні території від Атлантичного Океану до кордонів Індії, з'явилася червона морква — як результат схрещування римського різновиду з білим корінням із фіолетовим бактрійським. Отриманий гібрид виявився соковитішим, хрусткішим і солодшим за обох попередників. Народні легенди стверджували, що білий корінь насправді набув кольору крові християнських мучеників, загиблих від рук «невірних».
У Візантії, за повідомленнями Симеона Сета, вирощували і червону, і жовту моркву — остання, вочевидь була прямим нащадком «римської». Про таке ж кольорове розмаїття, але вже в мусульманській Іспанії, писав у XII сторіччі й андалузький вчений Абу Закарія Ібн аль-Аввам. Жовта (або ж навіть зелена) морква, за його словами, була менш смачною та поживною, але доступнішою для бідних, які часто вживали її «замість хліба».
В тому ж XII сторіччі червона морква з'явилася в Італії. Звідти вона потрапила до Франції, Німеччини, Польщі, а в XV столітті — і до Англії
До Китаю червоні коренеплоди потрапили за часів панування в країні монголів, які самі запозичили їх з Персії. Приблизно в цей же час морква поширилася й в Індії.
Перша дружина англійського короля Генріха VIII Катерина Арагонська, скажімо, змушена була відряджати посланців до Нідерландів, бо на Британських островах не було фахівців, здатних вирощувати моркву «за правилами». «Морквяною столицею» Нідерландів в цей час було містечко Горн. Головним здобутком його селекціонерів було виведення нового сорту моркви, багатшого за інші на бета-каротин. Завдяки цій своїй властивості її корінь мав яскравий помаранчевий колір.
З часом з'явилася підлабузницька версія, за якій місцеві садівники свідомо намагалися вивести саме помаранчевий коренеплід — адже це був «родовий» колір Вільгельма Нассау, принца Оранського, ватажка Нідерландів в боротьбі за незалежність проти Іспанії. Але насправді це не більше, ніж легенда. Перший помаранчевий сорт моркви у Горні з'явився ще до початку повстання.
В незалежних Нідерландах селекційна робота з морквою тривала. З'являлися все нові й нові сорти помаранчевих коренеплодів, пристосовані для різних потреб — від подачі на стіл до годування худоби. В XIX сторіччі відомий французький селекціонер Луї Вільморін створив власні сорти — «нант» і «шантане». Навчилися вирощувати навіть коренеплоди різних форм — від «кулі» до «веретена». Втім головною перевагою помаранчевої моркви була здатність довгий час не псуватися при зберіганні і перевезенні на великі відстані. Завдяки цього до кінця XIX сторіччя вона «витіснила» моркву всіх інших кольорів з масового виробництва в Європі та Америці.
Лише наприкінці XX століття, з поширенням ідей органічного землеробства та здорового харчування різнокольорова морква почала повертатися на ринки.